# زرآباد (سیستان و بلوچستان)
زرآباد، شهری که مرکز شهرستان زرآباد در استان سیستان و بلوچستان ایران است. زرآباد پایتخت موز ایران است و سالانه بیش از ۱۰۰ هزار تن موز تولید می کند.

## پیشینه
شهر زرآباد در سال ۱۳۸۷ با ادغام روستای جهلو و روستای زرآباد ایجاد گردید و در سال ۱۴۰۰ زرآباد به شهرستان زرآباد ارتقا یافت.

## جاذبه‌های طبیعی و گردشگری
- توجه: جهت جاذبه های کامل، به صفحه شهرستان زراباد رجوع کنید.
- https://fa.m.wikipedia.org/w/index.php?title=%D8%B4%D9%87%D8%B1%D8%B3%D8%AA%D8%A7%D9%86_%D8%B2%D8%B1%D8%A2%D8%A8%D8%A7%D8%AF&wprov=rarw1

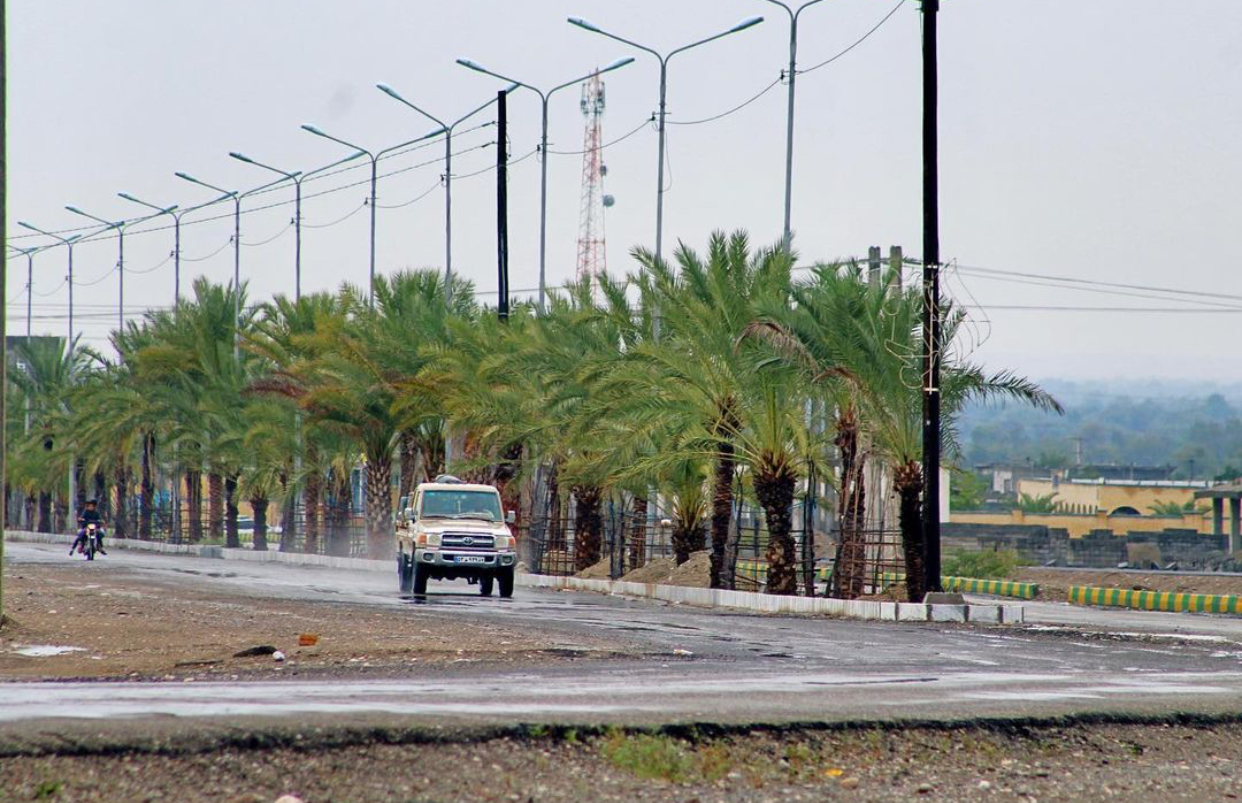
بلوار جهلو به زرآباد قدیم (جاده ساحلی به درک)

## جمعیت شناسی

### جمعیت
بر پایه سرشماری عمومی نفوس و مسکن در سال ۱۳۹۵، جمعیت شهر زرآباد برابر با ۴٬۰۰۳ نفر (۸۷۶ خانوار) بوده‌است.

### مذهب و زبان
زبان مردم شهر زرآباد بلوچی است و به لهجه مکرانی سخن می کویند.هسته ی اصلی و قدیمی شهر زرآباد، جهلو می باشد که به معنای پایینتر(در قیاس با جاده ای که از سمت کنارک می آید) است. گمبگی، زراباد قدیم، و چند محله دیگر بدان ملحق گشته و شهر زراباد جدید را شکل داده است. منطقه مسکونی جدید دالی‌بند نیز در حاشیه آن قرار دارد. عمده جمعیت زرآباد پیرو مذهب سنی حنفی هستند.
شهر زراباد علاوه بر میزبانی و مقصد روستاهای قدیمی، میزبان بسیاری از مهاجران دیگر مناطق بلوچستان است. البته اقلیتی نیز از دیگر استانها داریم که جهت کار به زرآباد آمده اند که بومی شده اند. شهر زراباد در یک دوراهی است؛ جاده ای به سمت باغات موز می رود و جاده ای دیگر به سمت ساحل می رود.
شهر زراباد، از دورترین شهرها نسبت به مرکزیت و پایتخت کشور می باشد.

## جغرافیا
شهر زراباد بعلت موقعیت ان که در حاشیه کوهها و مکانی سنگلاخی است، دارای دمایی بالاتر در مقایسه با سایر مناطق این شهرستان(بویژه باغات موز) می باشد. اما در عوض، در هنگام سیلاب، در امان است.